# Catalán septentrional

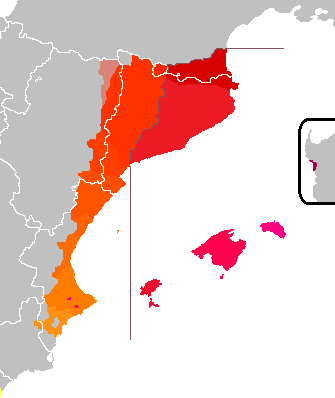
División por colores de los diferentes dialectos de la lengua catalana. En rojo oscuro, el catalán rosellonés, hablado principalmente en la región homónima de Francia y en la provincia de Gerona, en España.

El catalán septentrional (a menudo llamado, de manera demasiado genérica, rosellonés) es un dialecto constitutivo del catalán encuadrado dentro del bloque oriental de dicha lengua y hablado en Pirineos Orientales (Francia). La huella de ese dialecto se extiende hacia el interior de Cataluña en el llamado septentrional de transición. Es un dialecto que tiene rasgos comunes con el occitano o en algunas veces influidos por esta lengua. Tiene también un subdialecto, el capcinés, que podría representar, según algunos lingüistas, un estado primitivo del dialecto rosellonés.

## Características generales
Las numerosas particularidades del catalán septentrional se pueden explicar en buena parte por el contacto o comunidad de orígenes de esta misma lengua con el occitano. Hablar de occitanismos para el vocabulario es difícil, ya que un buen número de estas palabras son probablemente de una forma de latín común en el Rosellón y el Languedoc. Aunque la proximidad languedoquiana haya ayudado a conservar palabras comunes con el occitano en el rosellonés, con esto no basta para considerar ciertas palabras como occitanismos, excepto evidentemente en una postura ideológica que quisiera que el llamado catalán septentrional haya sufrido de la contaminación occitana vía el préstamo lingüístico. Hay que decir que, mientras que en el sur de La Albera el dialecto se acerca bastante al dialecto de Catalan Central, en el norte la imposición del francés a los catalanohablantes del país ha inducido galicismos. 
El dialecto conserva a la vez ciertos elementos de la influencia del francés. Tal como defienden muchos lingüistas especializados en el estudio de esta área lingüística, la mayoría de los caracteres propios del dialecto rosellonés provendrían, por un lado, de la asimilación de elementos occitanos, y por otra parte, de que los locutores roselloneses hablan tanto el catalán como el francés, lo que provoca un contacto entre ambas lenguas. Las consecuencias concretas de esta situación sobre la lengua hablada en Pirineos Orientales consiste en numerosas interferencias causadas por el bilingüismo y en muchos préstamos del francés, el occitano e incluso del castellano. De ello resulta:
- Un uso especial de ciertos términos catalanes, así como la asimilación de palabras francesas y occitanas en la lengua hablada.
- Un "afrancesamiento" de las formas verbales, y un uso especial de los tiempos verbales.
- La creación de nuevas frases hechas.

## Descripción fonética
- El rasgo más característico del catalán rosellonés es la pronunciación de la "o" cerrada tónica como si fuera una "u", como en el occitano. Así, la frase "El pont del Canigó" se pronuncia "El punt del Canigú".
- Al igual que en castellano, el sistema vocal del rosellonés se reduce a cinco vocales: [a], [e], [i], [o], [u].
- Las palabras esdrújulas no existen en rosellonés. Esta característica provoca cambios ortográficos importantes. Así, "época" se pronuncia [e'poka] y "música" [mu'zikə]. Además, adjetivos como fàcil, difícil, científic convierten en rosellonés facil·le, dificil·le y cientifique.
- La "l", cuando es frente a una "t", tiende a desaparecer, fenómeno que explica la existencia de palabras como [esku'ta] (para escuchar) y [mu'tu] (por carnero), como en occitano (escota, motón).
- Tal como en mallorquín, en catalán popular y en occitano de Provenza, muchas palabras que terminan en "y" en los dialectos centrales tienden a reducirse en "i", así se pronuncia història [is'tori], ràbia ['rabi] y gràcia ['grasi].
- Hay que destacar la desaparición de la letra "x" en muchas palabras como "peix" y "calaix" que suelen pronunciarse "pei" y "cala", pero que en el plural aparece ("peixos" i "calaixos") o no (peixs i calaixs, pronunciados [peis] y [calais].

## Conjugación del Rosellonés
| Primera conjugación | Segunda conjugación                                                                                                | Tercera conjugación                                                                                                 |
| --- | --- | --- |
| Presente de indicativo | | |
| - canti - cantes - canta - cantem - canteu - canten | - perdi - perdes - perd - perdem - perdeu - perden                                                                 | - serveixi/dormi - serveixes/dormes - servei/dorm - servim/dormim - serviu/dormiu - serveixen/dormen                |
| Pretérito imperfecto de indicativo | | |
| - cantavi - cantaves - cantava - cantaven - cantàveu (pronunciat 'cantavu') - cantavem (pronunciat 'cantaven')                                                   | - perdiï - perdies - perdia - perdien - perdíeu (pronunciat 'perdíeu') - perdíem (pronunciat 'perdíen')            | - serviï - servies - servia - servien - servíeu (pronunciat 'servíu') - servíem (pronunciat'servíen'                |
| Condicional | | |
| - cantariï - cantaries - cantaria - catarien - cantaríeu - cantarien                                                                                             | - perdriï - perdries - perdria - perdrien - perdríeu - perdrien                                                    | - serviriï - serviries - serviria - servirien - serviríeu - servirien                                               |
| Pretérito perfecto perifrástico | | |
| - vai cantar/perdre/servir - vas cantar/perdre/servir - va cantar/perdre/servir - vem cantar/perdre/servir - veu cantar/perdre/servir - van cantar/perdre/servir | | |
| Imperfecto de subjuntivo | | |
| - cantessi - cantesses - cantés - cantéssem - cantésseu - cantessen                                                                                              | - perdés/perdessi - perdessis/perdesses - perdés - perdéssim/perdessen - perdéssiu/perdésseu - perdessin/perdessen | - servís/servissi - servissis/servisses - servís - servíssim/servissen - servíssiu/servísseu - servissin/servissen. |